# La donna economa
La donna economa è un  cortometraggio muto italiano del 1914 diretto e interpretato da Marcel Fabre.